# La Casta Divina, por dentro y por fuera
La Casta Divina, por dentro y por fuera es el título de un ensayo histórico escrito por Dulce María Sauri y José Luis Sierra Villarreal que se refiere al apelativo utilizado en Yucatán, México, para denominar con sarcasmo a la que fue élite de élites de la plutocracia regional, durante las últimas décadas del siglo XIX y las primeras del siglo XX. El libro fue editado en México, en 2018, por la casa editorial Dante, de Mérida, Yucatán.

## Contenido
En el libro coescrito por el matrimonio Sauri-Sierra que se reseña, se identifica plenamente al grupo constitutivo de la élite que ejerció un férreo dominio económico, social y político  en la península de Yucatán durante las postrimerías del siglo XIX y los albores del siglo XX, mediante el control de la industria regional principal, la agroindustria henequenera; controlando también a otros grupos de poder político, así como parte medular de la infraestructura, tanto financiera como de transportes. Se nombra en la obra individualmente a los integrantes del grupo oligárquico, señalando sus vínculos familiares y sus intrincadas relaciones de negocios. De esa manera el libro traza la silueta de lo que en el estado de Yucatán se denominó con un dejo de sarcasmo casta divina, en aquellos años prerrevolucionarios y que al mismo tiempo testimoniaron el epílogo de la llamada guerra de castas, una prolongada guerra civil en general de baja intensidad, aunque particularmente intensa por momentos, guerra que se inició en aquella región de México el año de 1847 y que concluyó al empezar el siglo XX, en 1901. 
Se hace referencia en el libro también a la mencionada guerra que por espacio de más de medio siglo, puso en tensión y crisis severa a la sociedad de la península de Yucatán, la que debió afrontar, como consecuencia indirecta de esa conflagración fratricida, el desmembramiento de su integridad geo-política, pasando de ser una sola entidad federativa, aquella que históricamente provenía de la española Capitanía General de Yucatán, a tres entidades independientes dentro de la nación mexicana: el Estado de Campeche (escindido del Yucatán histórico en 1862), el actual Estado de Yucatán y finalmente el Estado de Quintana Roo que se separó de Yucatán para convertirse en 1902 en territorio federal y que avanzado el siglo XX se convertiría en una de las 32 entidades que integran actualmente la federación mexicana.